# Киряк Шкуртов
Киряк (Кирязо, Кирияк) Христов Шкуртов с псевдоним Сюлейман бей е български революционер, районен войвода на Вътрешната македоно-одринска революционна организация в Костенарията, Костурско.

## Биография

### Ранни години
Киряк Шкуртов е роден в 1872 година в костурското село Старичани, тогава в Османската империя, днес Лакомата, Гърция, както сам пише „от родители българи“. Завършва гръцка гимназия, след което е гръцки учител. Привлечен от Георги Христов, влиза във ВМОРО в 1900 година и става един от първите дейци и ръководители на организацията в родния си край. Шкуртов превежда Костурската чета в Костенарията и участва в организирането на Югозападно Костурско.

### Четник на ВМОРО (юни 1903 - декември 1904)
Става нелегален заедно със Стефан Атанасов в началото на юни 1903 година, след като четите на Васил Чекаларов и Митре Влаха отсядат в Старичани, но властта научава. По време на Илинденско-Преображенското въстание участва в сражението при село Вишени, при превземането на Клисура, в похода на въстаническите сили в Колония и в други боеве, общо 20.
След въстанието заедно със Стефан Атанасов, Васил Терзиев и Аргир Дачов тръгва за Гърция. При Кожани попадат на военна част и в престрелката Дачов е ранен и пленен. Пристигат в Лариса, Гърция, където в началото на октомври са арестувани и затворени при Иван Попов. Попов и останалите въстаници са освободени и изпратени с параход в България, но Шкуртов е задържан и като на бивш гръцки учител му е предложено отново да стане учител. Отпусната му е държавна помощ, но тя е прекратена след пристигането на Филолаос Пихеон в града. В Лариса пристигат и Нумо Янакиев и Костандо Живков, освободени от затвора в Трикала, и тримата живеят заедно. Гъркоманинът Илия от Загоричани и Аристидис Маргаритис от Костур им предлагат да се присъединят към гръцкия комитет. Те се съгласяват при условие да се действа за Автономна Македония, гърците приемат и тримата са оставени да се движат свободно в града.
Попов ги уведомява от София, че Организацията е решила да поднови въоръжената борба и в началото на 1904 година, въпреки опитите на гръцките и турски власти да бъде задържан, Шкуртов и другарите му се завръщат в Костурско и се включват във възстановяването на разстроената ВМОРО. На 9 май, предадени от кмета на Нестиме Ламбро Пагунадов, четата попада на засада в местността Кръста на пътя за Долени и Шкуртов, който е в авангарда води сражение с османците и ранява един войник.
Шкуртов става секретар на Костандо Живков, наследил през август 1904 година убития Нумо Янакиев като районен войвода в Костенарията. На 8 ноември 1904 година, празника на Свети Архангел Михаил, Костенарийската чета на ВМОРО в състав Костандо Живков, Киряк Шкуртов, Тома Желински и Никола Добролитски обсажда нестимския параклис „Свети Архангели“, разположен югозападно над селото. Затварят вратите на църквата, в която е и кметът предател Ламбро Пагунадов, и карат свещеника на продължи службата. След края Живков и Шкуртов държат реч, в която заявяват, че не се борят за злато, а за човешки правдини и отвън Пагунадов,  който е и лидер на гръцкия комитет, е съсечен.  Бруталното убийство прави голямо впечатление в Нестиме и околните села и гръцкият комитет, начело с поп Стерьос Панайотидис, се събира на съвещание в Жиковищкия манастир.

### Костенарийски районен войвода на ВМОРО (януари 1905 - март 1906)
Любезни Ламгьоти, Видилущени и Цукалохорити,
Чрезъ настоящето Ви съобщавамъ следното: Македонскиятъ комитетъ, който действува за освобождението на на нещестнитѣ християнски народности, които петь вѣка сѫ роби на турцитѣ, има повече отъ 6 години какъ работи вече въ съседнитѣ вамъ села безъ да Ви причини никакво зло, нито пъкъ се е отнесълъ къмъ васъ за подкрепа и помощь.
Известно Ви е, че ние се биемъ за свободата на всички народности, които населяватъ тая страна, Македония, безъ разлика дали тѣ сѫ българи, гърци или власи, защото всички сме подъ една и сѫща тирания. Напоследъкъ се явиха въ страната смесени гърко-турски чети, чиято цель е да подпомогнатъ турската власть, за да може да ни държи още подъ нейното иго. Жално е, че и Вий давате подслонъ и помощь на тия чети и съ това ставате причина да ce нанасятъ загуби въ съседнитѣ български села. Ако все така продължавате да работите и действувате, В. М. О. Р. О. ще бѫде заставена да вземе предпазителни мѣрки спрѣмо Васъ, като постѫпи съгласно нейнитѣ статути и закони, които сѫ строги и немилостни за всички неприятели отъ кѫдето и да произхождатъ тѣ. 
Прочее, помислете си и поправете се: не сте вие, които не знаете нашитѣ цели и намѣрения. На васъ е добре известно, че за добритѣ хора сме добри, но за лошитѣ ставаме по-зли. Преценете това, което ви съветватъ и препорѫчватъ вашитѣ началници и войводи отъ гръцкия комитетъ и го съпоставете съ това, което ний вършимъ; заключението е явно, че тѣ желаятъ да ви държатъ още подъ турското робство. 
Вижте какъ следъ нашитѣ героични подвизи Европа сериозно се заинтересува за Македонския въпросъ и не ще бѫде далечъ деньтъ, когато ще можемъ да заживѣемъ свободно въ милата ни татковина и Вий тогава ще скърбите и ще съжалявате подобно на Юда, но ще бѫде вече късно.
Съ поздравъ отъ Рѫководното тѣло на Костенарията.
Началник - Костандо. Войвода - К. Шкуртов
Костенария
1 януария 1905 г.

Господину Аристиди Маргарити,
Получихъ писмото ти подпечатано съ твоя печать. Разбрахъ съдържанието му, и благодаря за съветитѣ, които ми давашъ, но съжалявамъ, че не мога да се възползувамъ отъ тѣхъ, защото на менъ е много добре известенъ фалшивия пѫть, по който сте тръгнали. Научи, приятелю, че ние не можемъ да възприемемъ съветитѣ на всѣки проходящъ, а се водимъ отъ уставни принципи и идеи, които се одобряватъ отъ цѣлия цивилизованъ свѣтъ въ Европа, съ изключение на сегашнитѣ Атински „мѫдреци“. Тази Европа виждаме вече възприема и подържа нашата идея, тя явно осѫжда поведението, което държите Вий спрѣмо подетата отъ насъ борба срещу Турция. Желателно е да се вразумите, защото погрѣшния пѫть, който сте взели, да се съюзявате съ общия врагъ турчина, който преди нѣколко години само въ Тесалия изгорѣ църквитѣ, училищата и кѫщитѣ па даже и женитѣ ви плени, цѣла културна Европа не одобрява. Жалкото е, че сегашна Гърция, която нѣма нищо общо съ стара Елада, погуби истинскитѣ гърци и днесъ се управлява отъ туркофили хора, които милѣятъ за Абдулъ Хамидъ повече отколкото за принципитѣ: свобода, братство и равенство. Това ми заключение е правилно: целитѣ, които преследвате, и дѣлата, които вършите, подкрепватъ това. Трѣбва да помислите малко по-сериозно върху този въпросъ и да заработите, като истински патриоти. Поле за подобна дейность сѫществува доста широко: всичкитѣ села на югъ отъ Конско до Тесалия сѫ населени съ гърци. Помѫчете се да ги организирате по нашъ образецъ и престанете да деморализирате нашитѣ селяни съ скѫпи дарове, обещания и съ заплахитѣ на турската власть. 
Иначе ще излѣзна отъ търпение това Ми се налага отъ организацията и съ чувствителна сила ще навлѣза не само въ съседнитѣ села, но ще стигна но ще стигна до Гребена, за да накажа турскитѣ вѣрни съюзници.
Не е обичай на В. М. О. Р. О. да се хвали предварително, но отъ опитъ и ти знаешъ нейната сила, - за това сѫ доказателство многобройнитѣ жертви, които вашитѣ чети до сега сѫ дали. Увѣрявамъ те, драги Аристиди, че при най-малкото предизвикателство, проявено отъ вашитѣ чети въ нашия районъ, вие ще изпитате суровостьта на българскитѣ македонски революционери, на които предварително съмъ увѣренъ — не ще можете да противодействувате ни за моментъ. 
Приятелска и християнска длъжность ме заставя да ти пиша тия редове, за да ги имашъ предъ видъ за всѣка евентуалность, та въ бѫдеще предизвикателство да не става, за да не ни наричате убийци, когато въ сѫщность вие сте такива. Съ възмущение ние отхвърляме това прозвище, защото ние не сме малодушни да убиваме изъ засада. Ние се боримъ съ цѣлата империя - турската - съ развѣти знамена и миналата год. тя бѣше поставена въ недоумение цѣли четири месеца дали тя е господарь въ Македония или ние.
Изглежда, любезний приятелю, ти искашъ да замълчавашъ известни факти, които сѫ въ наша полза, или у тебъ е настѫпилъ нѣкой обратъ, за да не си въ състояние да видишъ патилата, които тегли нашия нещастенъ народъ отъ турчина, съ когото се сприятелихте. Горното ти пиша като на приятель и съмъ увѣренъ , че ще го прочетешъ съ особено внимание, следъ което се надѣвамъ ще тръгнешъ по правия пѫтъ.
Съ поздравъ твой искренъ приятелъ: К. Шкуртов
1 януарий 1905 г.
П. П. Новата година да ви докара ума. Или умъ или Св. Наумъ.
Сѫщи.
След смъртта на Костандо Живков през декември 1904 година, Шкуртов става войвода в Костенарията заедно с Тома Желински. Участва в борбата срещу гръцките андарти - в общо 22 сражения.
През януари 1905 година в писмо до жителите на съседните на Костенарията на юг гръцки села Лънка, Виделуща (Дамаскиния) и Цукалохори (Скалохори), подписано и от името на загиналия вече Костандо Живков, Шкуртов, формулира целта на ВМОРО по следния начин:
| „ | ние се биемъ за свободата на всички народности, които населяватъ тая страна, Македония, безъ разлика дали тѣ сѫ българи, гърци или власи, защото всички сме подъ една и сѫща тирания. | “ |

От името на „българските македонски революционери“ Шкуртов праща писмо и на андартския капитан Аристидис Маргаритис, в което го укорява за съюза на гръцките чети с османските власти и действията им срещу ВМОРО.
През февруари 1905 година четата на Шкуртов отсяда в Мангила. Неочаквано селото е нападнато от гръцка андартска чета, която обгражда църквата по време на богослужението, убива свещеника Тома Василев заедно с две деца, един овчар и ранява Ташовица Гандова. Избиването на селяните е прекъснато от районната чета, която заедно със селската милиция отблъсква андартите от селото в гората Грижник към Либешево, като раняват шестима от тях. През март 1905 година Шкуртов се среща в Старичани с италианския жандармерийски офицер Козма Манера и му излага възгледите си за положението в Македония.
На 15 март 1905 година граничното българско село Езерец е нападнато от четата на Филипос Китринярис (капитан Ливас), предвождана от попа на гръцкото село Скумско, като андартите избиват осем жители на селото. Киряк Шкуртов веднага свиква милицията от българските села и с районната чета на 17 март запалва Жиковищкия манастир, който служи за убежище на гръцките чети. Преди това са убити гъркоманите от Либешево Атанас Борозов, андартски четник, участвал в нападението над Мангила и Георги Андонов от Либешево, предал Костандо Живков.
През юни 1905 година голямата чета на гръцкия капитан Стефанос Дукас – Мальос, появила се в Костенарията през пролетта, обсажда Осничани и чрез местния войвода Яне Попзисов изпраща писмо до Киряк Шкуртов, че иска среща. Седемчленната чета на Шкуртов заедно с милиция от българските села се отправя към върха Орле, западно от Осничани. Шкуртов се среща с Мальос и двамата се договарят българските чети да действат в българските села, а гръцките в гръцките. И двамата са повикани от началствата си за обяснение - Мальос в Атина, по обвинение от другите гръцки капитани, че не иска да действа срещу българите, а Шкуртов - в Битоля при окръжния комитетет на ВМОРО. Войводи, с които Шкуртов не е в добри отношения го обвиняват, че е минал на гръцка страна и искат смъртно наказание. Шкуртов заминава за Битоля заедно с присъствалия на разговора осничански войвода Яне Попзисов, Христо Попделбов от Жужелци и Сребрен Янков от Хрупища. Окръжният комитет ги изслушва, както и българският търговски агент в Битоля Никола Семенов, който заявява на Търпо Поповски - представителя на Костурско в окръжния комитет, че срещата с гърците е само от полза за българската кауза. Обвинения не са повдигнати и Окръжният комитет дава на Шкуртов и Янков две лири да се почерпят и пише на Митре Влаха Шкуртов да бъде признат за районен войвода и да му се съдейства. Те се опитват да се срещнат с руския консул Виктор Кал, но той отказва да ги приеме. Срещат се с австроунгарския Оскар Прохаска и английския, на които се оплакват от зверствата на турци и гърци. Срещат се и с българския владика Григорий Пелагонийски и с директора на българското девическо училище в града Наум Темчев.
През септември 1905 година андартска чета от Виделуща, наброяваща 150 души, се настанява над Осничани. Костенарийската районна чета, начело с Митре Влаха и Шкуртов заема върха Орле в Одре, но по-късно се оттегля в Езерския букак и Орле е заето от андартите. Селската милиция подведена, че на Орле е българската чета излиза от селото и открива огън, но като виждат, че на Орле са гърци, отстъпват. Ранените Тома Попзисов и Атанас Цветков са заловени и заклани от андартите. Българската чета се появява и открива огън, като убива 6 андарти.
Също през септември 1905 година Шкуртов заедно със Стефо Атанасов от Старичани се срещат в къщата на Дине Чингел в Старичани с Козма Манера и английски жандармерийски офицер и им обясняват виждането на Организацията за автономия на Македония. На въпрос на английския офицер как ще работи автономията при положение, че в Македония не живеят само българи, а има и други народности Шкуртов отговаря:
| „ | Споредъ нашето схващане никаква пречка не сѫ народноститѣ; ний братски ще живѣемъ съ всички, стига да се махнатъ чуждитѣ вмешателства въ нашата Македония. Ако андартитѣ, които до единъ сѫ изпратени отъ Гърция и турскитѣ войски отъ Анадола, се махнатъ, ний съ мѣстното население ще си живѣемъ братски и на равни права; ний и сега имаме много гърци и турци, които работятъ съ насъ. Чуждитѣ орѫдия сѫ най-голѣмата пречка за насъ, защото тѣ убиватъ беззащитното население и не го оставятъ мирно да си гледа всѣкидневната работа. Както виждате всичкитѣ български ниви сѫ оставени неразработени на пазаръ не могатъ да отидатъ и нищо не могатъ да предприематъ селянитѣ. Нашето търпение стигна своя връхъ и, ако тъй още продължава ний ще бѫдемъ принудени да вземемъ сѫщата тактика и ще видите как ще опустеятъ гръцкитѣ и турскитѣ полета и тогава ще настане най-голѣмия хаосъ въ Македония. | “ |

Английският жандармерийски офицер му отговаря, че гърците и турците са в споразумение в Македония, за да накарат българската организация да излезе от търпение и да обявят, че в Македония се води национална борба за надмощие, а не политическа. И го съветва ВМОРО да продължи с разумната политика, която печели симпатиите на европейците.
Пред ноември получава заповед на ръководството на ВМОРО да влезе в Хрупища, за да реши възникналите проблеми между българските учители, които разделят българите в града на два лагера. Шкуртов е въведен в града през махалата Пачавура от Георги Попхристов и Сребрен Янков, събира гражданите и прави дознание. След като предава резултатите на окръжния комитет моли да му се разреши да замине за България да се лекува от кила.
През нощта на 22 срещу 23 (или 19) декември 1905 година, когато Шкуртов е в родното си Старичани, селото е нападнато от 120 андарти. След четиричасово сражение гърците са отблъснати от местната милиция, окуражавана от присъствието на Шкуртов. Загиват Мария Петкова Кирловска и Василка Мальовска. Опожарени са 12 плевни. Андартите дават 12 убити и ранени. На 1 януари 1906 година андартска чета за четвърти път напада Езерец, като е отблъсната от милицията с 10 души убити.

### Легален деец
В края на март 1906 година Шкуртов отива на лечение в България, като е заместен от Тома Желински.
След Младотурската революция в 1908 година се завръща в Костурско и работи като главен български учител в Старичани до Балканската война в 1912 година. Отстъпва къщата си в Старичани за българско училище. С авторитета и опита си успява да открие български училища във всички костенарийски села и участва в борбите за отнемане на църквите и училищните сгради от гъркоманите.
В 1910 година е приет „Законът за спорните черкви и училища“, според който спорните църкви и училища се дават на тези, които са ги построили, ако те не са под 1/3. Шкуртов създава организация в Костенарията за гласуване и от името на гурбетчиите и българите успяват да спечелят всички църкви и училища в областта.

### В България
В 1912 година, по време на Балканската война, Костурско е окупирано от гръцки войски, които започват преследване на всички български дейци. В началото на  януари 1913 година комендантът на Костур и бивш противник на Шкуртов Стефанос Дукас – Мальос арестува Шкуртов заедно с хрупищкия екзархийски архиерейски наместник Атанас Шишков. Шкуртов през Кожани и Бер е изпратен в затвора Еди куле в Солун. Държан е в затвора без съд. Едва по време на Междусъюзническата война през юни 1913 година военнополеви съд ги осъжда на 7,5 години строг тъмничен затвор като агенти на българското правителство. Амнистирани са на 15 март 1914 година, като име е забранено да остават в Гърция и те се изселват в Свободна България.
През март 1914 година е назначен за кмет на град Болустра, Ксантийско. По-късно е  градски пристав и околийски управител на град Ксанти.
След Първата световна война, когато Ксантийско е предадено на Гърция, Шкуртов живее в Пловдив, където работи като чиновник. Деец е на  Илинденската организация още от основаването ѝ в 1921 година и сътрудничи активно на нейния орган, списанието „Илюстрация Илинден“, в което публикува и свои спомени. Дългогодишен председател е на пловдивския клон на организацията.
След разгрома на Югославия и Гърция от Германия в 1941 година, още в началото на май Шкуртов заедно с Андон Калчев от Жужелци, Спиро Василев от Загоричани, Лазар Киселинчев от Косинец, Васил Стумбов от Българска Блаца и Тома Бакрачев от Вишени заминава за Егейска Македония, за да подпомогне възстановяването на българското дело в областта.
На 15 февруари 1943 година, като жител на Пловдив, подава молба за българска народна пенсия, която е одобрена и отпусната от Министерския съвет на Царство България.
Шкуртов умира в 1965 година в Пловдив.
Георги Константинов Бистрицки пише за него в 1919 година:
| „ | Кирязо Христов Шкуртов от с. Старичани, с прогимназиално гръцко образование, гръцки даскал, а отпосле български учител-самоук, деец революционер и единстеният костенариец български войвода, живял в страдания и затвори като същински мъченик, изобретателен и идеалист, остана жив, за да оплаква заедно с другаря си Тома Желински най-черните дни от живота си в изгнание в Ксанти – далеч от най-милата за костурчани млада и героична Костенария. | “ |